# 波多羅日尼亞
49°47′37″N 28°15′39″E / 49.79361°N 28.26083°E
波多羅日尼亞（烏克蘭語：Подорожня），是烏克蘭的村落，位於該國西南部文尼察州，由赫梅利尼克區負責管轄，始建於1823年，面積1.2平方公里，海拔高度304米，2001年人口319，人口密度每平方公里265.83人。